# Comuna Entre Ríos (Neiva)
Denominada Comuna Entre Ríos o Tres de la ciudad de Neiva. La Comuna 3 está localizada en el centro del área urbana sobre la margen derecha del Río Magdalena, entre las cuencas del Río Las Ceibas y Quebrada La Toma. Limita al norte con las Comunas 1 y 2; al oriente con la Comuna 5; al sur con la Comuna 4; y al occidente con el municipio de Palermo. La Comuna 3 hace parte de la UPZ La Magdalena.

## Límites
Partiendo del puente Misael Pastrana Borrero sobre el Río Las Ceibas hasta el puente de la carrera 16 a la altura del Batallón Tenerife, de ahí se continúa en sentido sur por la carrera 16 hasta la Quebrada la Toma, de ahí se sigue por la Quebrada la Toma aguas abajo hasta la desembocadura sobre el Río Magdalena, de ahí se continua aguas arriba hasta el puente Misael Pastrana Borrero punto de partida.

## Barrios

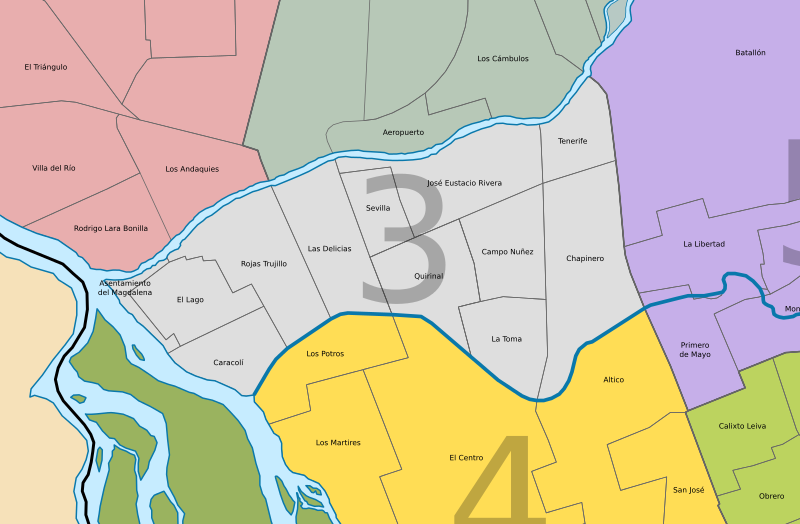
Comuna Entre Ríos, división barrial.

La comuna 3 entre ríos se divide en 11 barrios:
| Barrio               | Sectores y/o Urbanizaciones    |
| -------------------- | ------------------------------ |
| Campo Núñez          | Campo Núñez                    |
| Caracolí             | Caracolí                       |
| Caracolí             | San Vicente de Paul            |
| Chapinero            | Chapinero                      |
| Chapinero            | Santa Librada                  |
| El Lago              | Brisas de Magdalena            |
| El Lago              | El Lago                        |
| José Eustacio Rivera | José Eustacio Rivera           |
| José Eustacio Rivera | Villa Patricia                 |
| José Eustacio Rivera | La Estrella                    |
| La Toma              | La Toma                        |
| Las Delicias         | Las Delicias                   |
| Las Delicias         | Los Samanes                    |
| Quirinal             | Quirinal                       |
| Quirinal             | Urbanización los Profesionales |
| Rojas Trujillo       | Efraín Rojas Trujillo          |
| Rojas Trujillo       | Reinaldo Matiz                 |
| Rojas Trujillo       | Guillermo Plazas Alcid         |
| Rojas Trujillo       | La Cordialidad                 |
| Sevilla              | Sevilla                        |
| Sevilla              | Las Ceibas                     |
| Tenerife             | Tenerife                       |

## Asentamientos
La comuna 3 o Entre Ríos además cuenta con 1 asentamiento en proceso de reconocimiento como barrio legal:
| Asentamiento         | Sectores             |
| -------------------- | -------------------- |
| Brisas del Magdalena | Brisas del Magdalena |
| Brisas del Magdalena | Las Ceibitas         |